# Route comtale 275 (Suède)
La route comtale 275 (en suédois : Länsväg 275) est une route régionale qui relie Årsta dans le commune de Stockholm en Suède,.

## Présentation
La route 275 s'étend du carrefour de Fredhäll sur Kungsholmen à Stockholm jusqu'au carrefour de Tureberg dans la commune de Sollentuna.
La route parcours un arc au-dessus de Bromma, Vällingby, Hjulsta et Akalla. 
Elle s'est reliée à la route européenne 4 à ses deux  extrémités, à la route comtale 279 à Ulvsundaplan, à la route comtale 261 à Brommaplan ainsi qu'à la route européenne 18 à Hjulstakorset. 
Lae tronçon de Fredhäll à Brommaplan est commun avec la  Drottningholmsvägen. 
De Brommaplan à Hjulsta, elle est composée de la Bergslagsvägen.

## Galerie

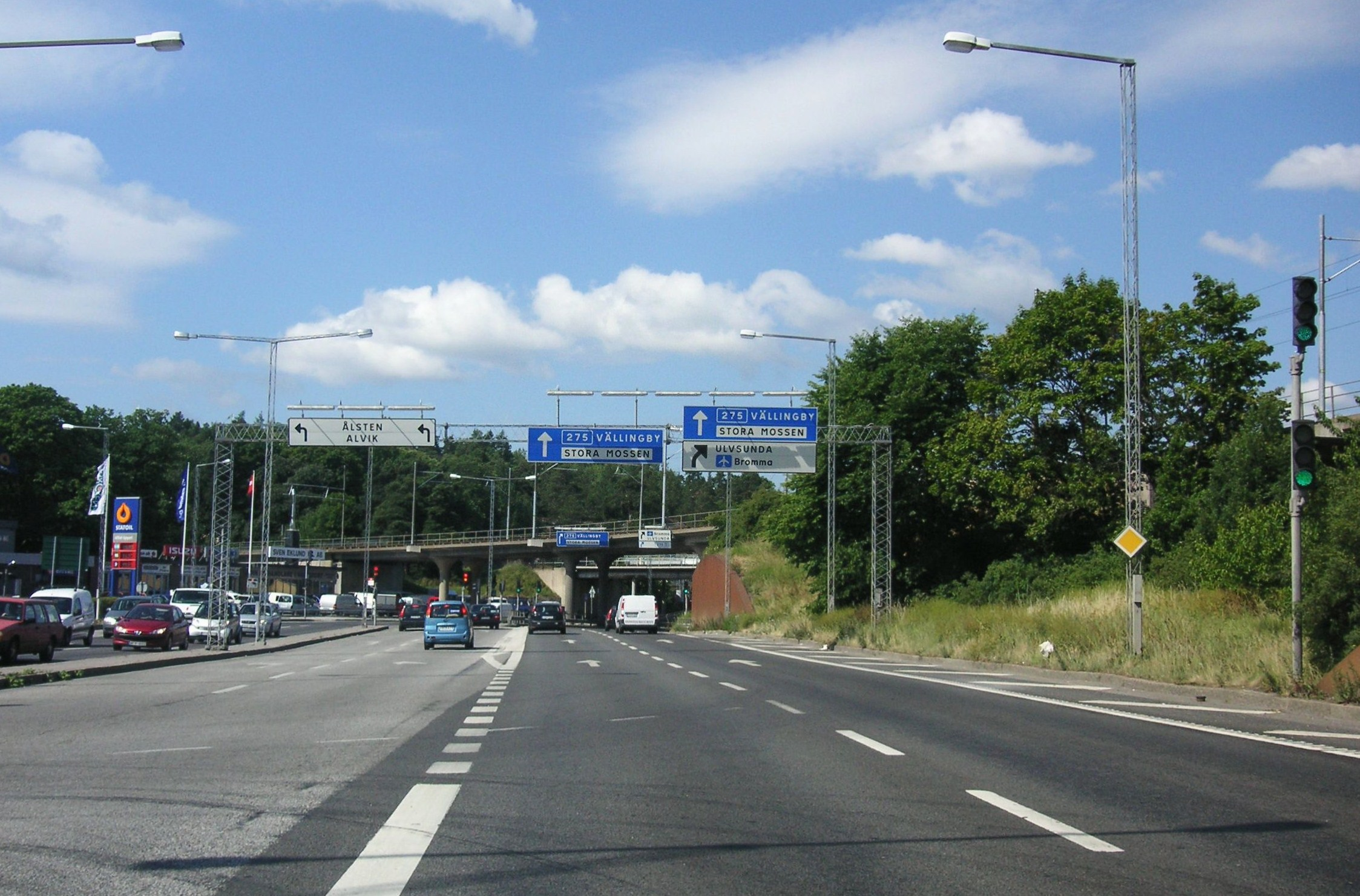

## Tracé
| Km    | Lieu              | Carte interactive |
| ----- | ----------------- | ----------------- |
| 0 km  | Fredhäll          |                   |
|       | Pont de Traneberg |                   |
|       | Alviksplan        |                   |
|       | Brommaplan        |                   |
|       | Åkeshov           |                   |
|       | Islandstorget     |                   |
|       | Vällingby         |                   |
|       | Hässelby          |                   |
|       | Hjulsta           |                   |
| 20 km | Tureberg          |                   |